# مايكل فـان هوي
مايكل فـان هوي هو لاعب كرة قدم بلجيكي في مركز الدفاع، ولد في 8 سبتمبر 1982 في داندرموند في بلجيكا. لعب مع Sportkring Sint-Niklaas ‏.

## وصلات خارجية
- مايكل فـان هوي على موقع قاعدة بيانات كرة القدم.إي يو (الإنجليزية)
- مايكل فـان هوي على موقع Soccerway.com (الإنجليزية)